# Retroviridae
Retroviridae es una familia de virus que comprende los retrovirus. Son virus con genoma de ARN monocatenario de polaridad positiva y se replican de manera inusual a través de una forma intermedia de ADN bicatenario. Este proceso se lleva a cabo mediante una enzima: la retrotranscriptasa o transcriptasa inversa, que dirige la síntesis de ADN a través de ARN y posee una importancia extraordinaria en la manipulación genética. Una vez que se ha pasado de ARN monocatenario a ADN, se inserta dentro del ADN propio de la célula infectada donde se comporta como un gen más (véase Ciclo reproductivo de los virus). Por tanto, se incluyen en el Grupo VI de la Clasificación de Baltimore.
Los retrovirus son responsables de muchas enfermedades, incluyendo algunos cánceres y el sida (VIH). Existen diversos grupos de investigación que han intentado modificar genéticamente los retrovirus para usarlos en terapia génica como vectores, pero se han encontrado con diversos problemas.

## Clasificación
La familia incluye los siguientes géneros:
- Género Alpharetrovirus; especie tipo: Virus de la leucosis aviar.
- Género Betaretrovirus; especie tipo: Virus del tumor mamario del ratón.
- Género Gammaretrovirus; especie tipo: Virus de la leucemia murina; otra: Virus de la leucemia felina.
- Género Deltaretrovirus; especie tipo: Virus de la leucemia bovina; otra: Virus linfotrópico T humano, causante de cáncer.
- Género Epsilonretrovirus; especie tipo: Virus cutáneo del Walleye, que afecta a peces.
- Género Lentivirus; especie tipo: Virus de la inmunodeficiencia humana 1; otras: Virus de inmunodeficiencia en simios, Virus de la inmunodeficiencia felina.
- Género Spumavirus; especie tipo: Virus espumoso del chimpancé.

## Estructura genética

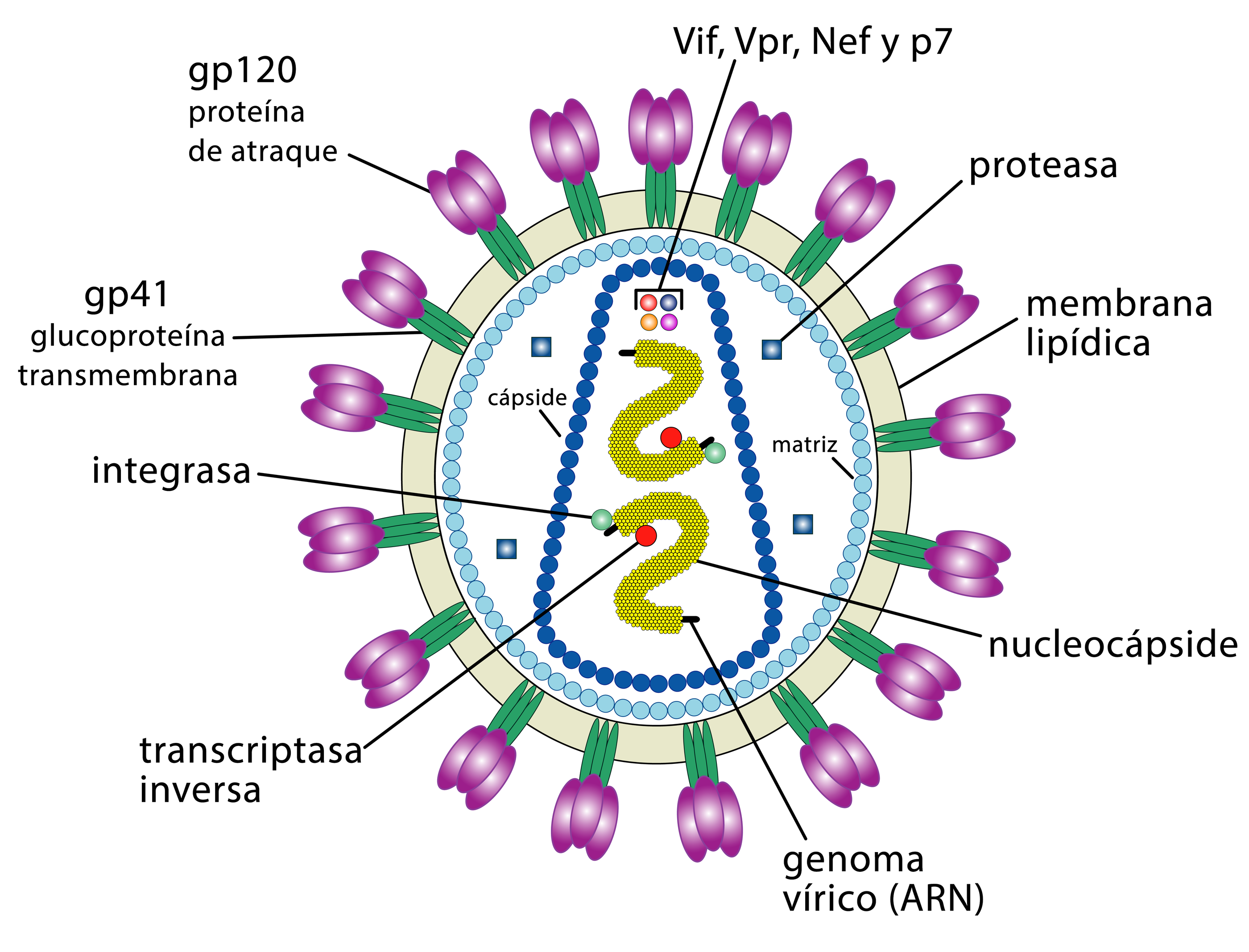
Retrovirus

El genoma del virus toma la forma de un ARNm de polaridad positiva, incluida la cap 5' y la poly-A 3' dentro del virión. Una vez dentro de la célula del huésped, la cadena de ARN se somete a la transcripción inversa en el citosol y es integrado en el genoma del huésped, momento en que el ADN retroviral se denomina provirus.
En el caso del VIH, el genoma consta de dos moléculas de ARN de cadena simple y polaridad positiva. Las moléculas de ARN están físicamente unidas mediante puentes de hidrógeno en sus extremos 5', lo que hace que sea difícil la encapsidación de más de 2 moléculas en un provirus. 
La organización genómica es siempre la misma, 5'-Gag-Pol-env-3', y además dependiendo del tipo de retrovirus, hay genes accesorios que se solapan con los genes principales.
A pesar de la inmensa variabilidad entre los distintos tipos de retrovirus, podemos decir que la partícula viral se compone de: 
- Envoltura formada por una glicoproteína de superficie (SU) y una proteína de transmembrana (TM).
- Cápside viral o core que incluye las proteínas de la matriz (MA), cápside (CA) y nucleocápside (NC).
- Enzimas como la transcriptasa inversa (RT), proteasa (PR), integrasa (IN), que son muy importantes para la replicación del virus.
- Otras proteínas no esenciales para el virus.

## Ciclo de replicación

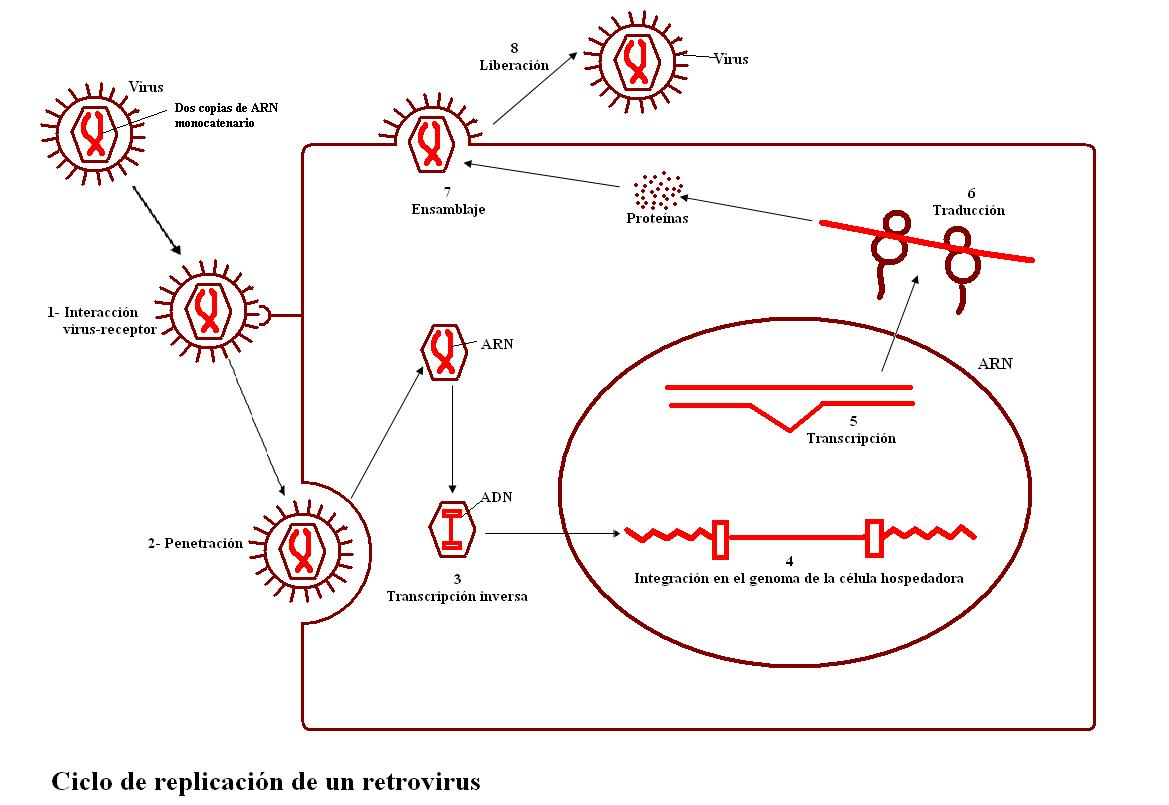
Ciclo de replicación de un retrovirus.

El ciclo de replicación comprende varias etapas comunes a todos los retrovirus. En una fase inicial o temprana, el virus se une a receptores específicos de la célula gracias a la glicoproteína de superficie. Las membranas vírica y celular se fusionan y la cápside viral entra en la célula. 
Las enzimas víricas permanecen asociadas al ARN genómico formando una complejo nucleoproteico. La síntesis de ADN vírico, incluyendo las LTR (Long Terminal Repeat;Repetición Terminal Larga) , se produce en el citoplasma a través de la Transcriptasa reversa RT. La actividad ARNasa H de la RT degrada la hebra de ARN y casi simultáneamente emplea la del ADNc como molde para sintetizar una segunda hebra de ADN, convirtiéndolo en bicatenario. Este permanece unido al complejo nucleoproteico, con el que pasa al núcleo celular y, mediante la Integrasa (IN), el ADN viral se integra (provirus) en el genoma celular, donde puede permanecer por un tiempo indefinido (en ocasiones luego de esta fase, puede pasar a transformarse en un retrovirus endógeno si logra infectar una célula germinal). 
Luego viene la fase de trascripción de los genes, originando ARN que sirven como genoma del nuevo virión y ARN mensajeros para las poliproteínas. Las proteínas de gag y pol se asocian con el ARN viral formando un “core” intracelular, mientras que las proteínas de env se insertan en la membrana plasmática de la célula.
Tras el ensamblaje, se produce la salida de la célula por gemación, durante la cual el virus adquiere la doble capa lipídica de su envoltura. Estudios recientes sugieren que la salida de la partícula viral se produce en lugares determinados de la célula. Parece ser que Gag migraría hacia zonas de la membrana ricas en determinados lípidos; son las llamadas balsas o raft. Las proteínas asociadas a estos raft que se incorporan a la
envuelta del virus desempeñarían también un papel importante en la replicación viral.
Finalmente se produce la maduración de las partículas gemadas mediante el procesamiento de las poliproteínas por la Proteasa (PR) viral que corta las poliproteínas precursoras. Los principales productos son las proteínas de la matriz (p17), cápside (p24), nucleocápside (p7) y la p6 (proteína). La proteasa es solamente activa dentro del virión. La maduración del VIH constituye un mecanismo importante para el diseño de
antirretrovirales.

## Retrovirus humanos
Existen 5 [cita requerida] retrovirus humanos identificados: el virus de la inmunodeficiencia humana de tipo 1 (VIH-1), el de tipo 2 (VIH-2) (Véase Subtipos de VIH) y los virus linfotrópicos de células T humanas de tipo I y II (HTLV-I y HTLV-II). Todos se hospedan en los linfocitos T. Los virus de la inmunodeficiencia humana producen la lisis de las células que infectan provocando una severa inmunodepresión. Los virus HTLVI/
II producen la inmortalización de los linfocitos infectados, generando una replicación descontrolada de los mismos, y por lo tanto una linfoproliferación.

### VIH-1
El síndrome de inmunodeficiencia adquirida o sida, es la expresión final de la infección
por el VIH. La infección por este virus ocasiona la destrucción del sistema inmunitario
además de manifestaciones neurológicas y tumorales. Estas manifestaciones clínicas se
deben al tropismo tanto macrofágico como linfocitario del virus. Presenta una
preferencia para infectar a linfocitos TCD4+, en los que la replicación es activa y muy
agresiva, lo que provoca como característica de la infección una profunda
inmunosupresión.
La fisiopatología del sida es un proceso complejo, donde existen implicados
mecanismos patogénicos tan diferentes que algunos hasta hoy no han sido
completamente comprendidos. Los principales mecanismos de transmisión de la
infección por VIH son sexual, parenteral y sanguínea.

### VIH-2
Al igual que el VIH-1, el VIH-2 es un lentivirus. Su genoma está compuesto por 2
cadenas simples de ARN de polaridad positiva, y también contiene la enzima RT, que
permite la integración del material genético del virus, como forma de provirus en el
genoma de la célula que infecta, que es generalmente los linfocitos T CD4+. Comparte
con el VIH-1 un 40-50% de homología genética, lo que hace necesario disponer de
técnicas de biología molecular específicas para diagnosticar la infección por VIH-2.
La distribución geográfica del VIH-2 está restringida prácticamente al continente
africano y parece ser que la patología producida es mucho más leve y lenta que la
causada por el VIH-1. El mecanismo de transmisión es igual que el VIH-1.

### HTLV-I y HTLV-II
El virus linfotrópico de células T humano es un retrovirus que pertenece a la subfamilia Oncovirinae. 
El HTLV-I fue el primer retrovirus oncógeno humano conocido. Puede provocar una hemopatía maligna denominada leucemia/linfoma de células T del adulto (ATL) y también una mielopatía subaguda denominada Paraparesia Espástica Tropical (PET) o mielopatía asociada al HTLV-I (HAM).
El HTLV-II es un virus que no tiene una patología claramente definida, aunque se lo ha asociado con diversos síndromes neurológicos y mielopatías subagudas.
El material genético está formado por 2 moléculas de ARN de cadena simple y polaridad positiva. El HTLV-I tiene como diana principal los linfocitos TCD4+ y el HTLV-II los linfocitos TCD8+.
El HTLV, una vez que ha infectado a la célula, puede permanecer latente integrado en forma de provirus o comenzar a replicarse. Se cree que el principal mecanismo de trasmisión de la infección por HTLV es a partir de mitosis de las células que infecta. Esta expansión clonal da lugar a lo que se denomina carga proviral. 
El HTLV necesita el contacto célula-célula para producir la infección;los principales mecanismos de transmisión de la infección por virus HTLV son por vía sexual, vía parenteral y vía vertical.

### XMRV
El XMRV o Xenotropic Murine Retrovirus es un virus del tipo gamma-retrovirus.

## Uso en terapia génica
La terapia génica consiste en insertar copias funcionales de un gen defectuoso en el genoma de un individuo. Se han considerado los retrovirus como vectores génicos pero existen muchos problemas en su utilización. 
- Muchos retrovirus solo infectan células en división.
- La transfección es poco eficiente.
- El tamaño del gen está limitado por el tamaño de la cápside del virus, a 7 kb.
- Conllevan riesgos de asociación a oncogenes y a otros virus.